# Jüdischer Friedhof Sontheim

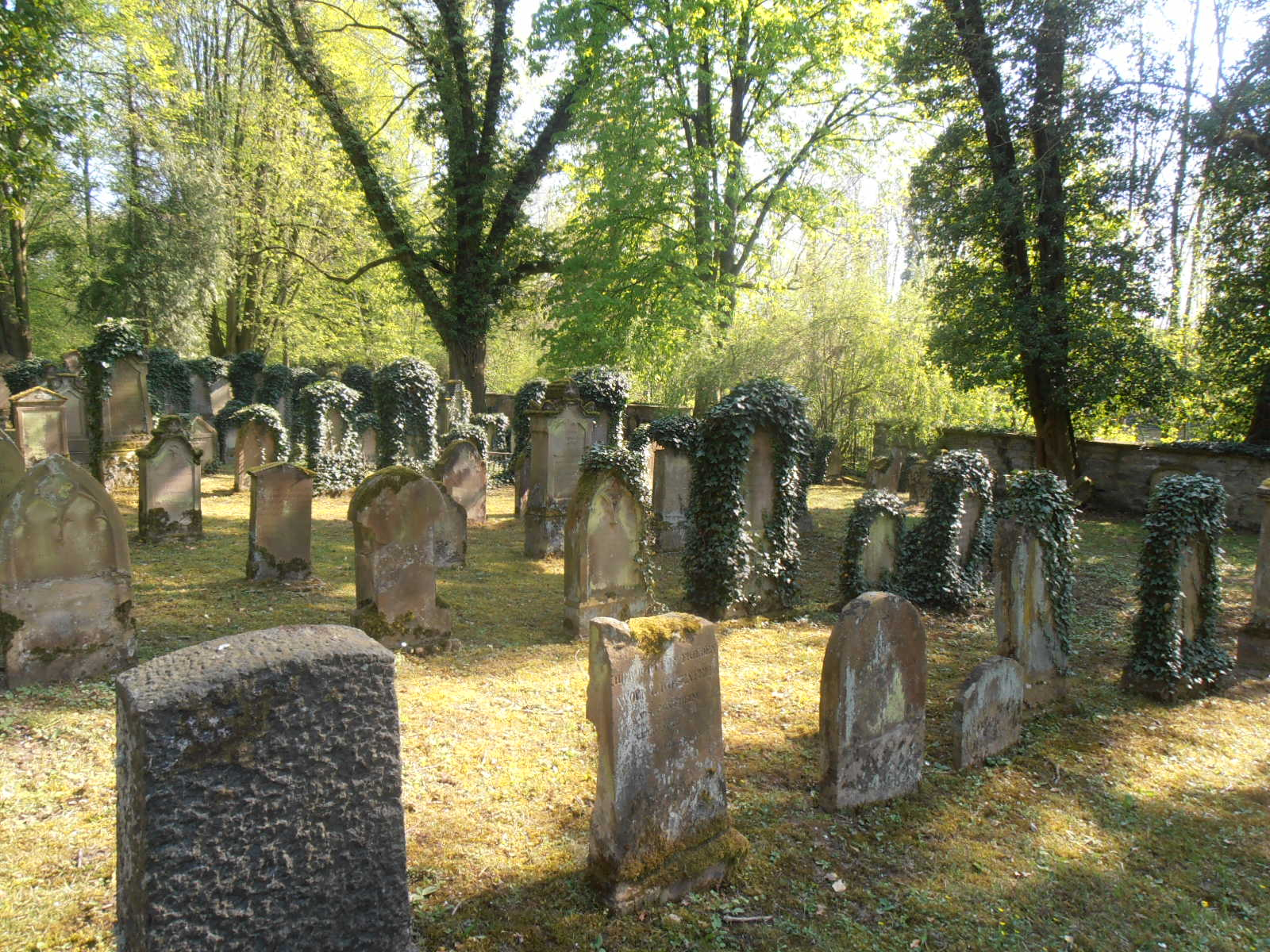
Jüdischer Friedhof in Sontheim

Der Jüdische Friedhof Sontheim ist ein Jüdischer Friedhof in Sontheim, einem Stadtteil von Heilbronn im nördlichen Baden-Württemberg. Er ist ein schützenswertes Kulturdenkmal.

## Geschichte
Vor 1842 wurden die Toten der jüdischen Gemeinde Sontheim auf dem jüdischen Friedhof Affaltrach beigesetzt. Von 1841 bis 1844 wurde dann der Sontheimer Friedhof als Gemeinschaftsfriedhof für die jüdischen Gemeinden Sontheim, Talheim und Horkheim im Gewann Schozach angelegt. Der Friedhof wurde 1912 wesentlich erweitert und ist 2937 m² groß. 
Nachdem die Bestattungen auf dem Friedhof aufgrund der Vertreibung und Ermordung der Juden 1943 geendet hatten, wurden ab 1944 nochmals einige Tote aus dem KZ Neckargartach im jüdischen Friedhof bestattet. Diese wurden nach dem Zweiten Weltkrieg auf den Südfriedhof Sontheim umgebettet.
In der Zeit zwischen dem 20. April 2017 und dem 2. Mai 2017 wurde der Jüdische Friedhof geschändet. Dabei wurden insgesamt zehn Grab- und Gedenksteine beschädigt. Es entstand ein Sachschaden in Höhe von 4.000 Euro.

## Grabmale
Von den insgesamt 308 Grabsteinen, von denen etwa 120 von Talheimer Juden stammen, ist der älteste auf 1842 datiert, der jüngste auf 1943. Zu den auf dem Friedhof bestatteten Personen gehört der Arzt Ludwig Essinger. 
In die südliche Friedhofsmauer ist ein 1855 bei Grabungsarbeiten für den Heilbronner Karlshafen am Neckar gefundener Grabstein von 1420 eingelassen, ein Überrest des spätmittelalterlichen zweiten jüdischen Friedhofs in Heilbronn, der sich der Stadt gegenüber auf der anderen Neckarseite befand.